# 보성공공도서관
보성도서관은 전라남도 보성군 보성읍 보성리 소재의 도서관이다.

## 연혁
| 2018. 10. 2.  | 보성공공도서관 신축 이전 개관                    |
| 2017. 04. 27. | 보성공공도서관 이설 공사 착공                    |
| 1991. 07. 01. | 보성공공도서관 명칭 변경                         |
| 1985. 09. 14. | 보성군공공도서관 개관                            |
| 1985. 08. 20. | 보성군 공공도서관 설치조례공포 (보성군 제 974호) |
| 1984. 10. 27. | 보성군 공공도서관 착공                           |

## 시설현황
- 위 치 : 보성군 보성읍 현충로 140
- 부 지 : 4,876㎡
- 건 물 : 2,625㎡ (지하 1층, 지상 3층)
- 좌석수 : 560석

- 시설안내

| 구분    | 실수 | 실명칭                                                                    |
| ------- | ---- | ------------------------------------------------------------------------- |
| 지하1층 | 4    | 보존서고, 창고, 기계실, 전기실                                            |
| 지상1층 | 5    | 행정실, 관장실, 다목적실, 휴게실, 화장실(장애인화장실)                    |
| 지상2층 | 5    | 종합자료실, 어린이자료실, 이야기방, 수유실, 화장실(장애인화장실)          |
| 지상3층 | 7    | 열람실, 북카페, 문화행사실1,2, 강사대기실, 동아리실, 화장실(장애인화장실) |

## 이용 안내
이용 시간
- 열람실 : 3월~10월 07:30 ~ 22:00 / 11월~2월 08:30 ~ 21:00
- 종합자료실 : 평일 09:00 ~ 18:00, 토, 일 18:00까지
- 디지털자료실, 어린이자료실 : 평일 09:00 ~ 18:00, 토, 일 18:00까지

휴관일
- 매주 월요일 (정기 휴관일)
- 일요일이 아닌 관공서의 공휴일 (일요일과 공휴일이 겹칠 경우 휴관)
- 특별한 사유로 관장이 지정한 날
- 대체공휴일